# 力は正義なり
力は正義なり（英: Might makes right , Might is right）または力こそ正義は、道徳の起源に関する格言で、記述的な意味と規範的な意味の両方がある。

## 解説
記述的には、「歴史は勝者によって書かれる」というような意味で、社会の善悪の観念は権力者によって決定されることを主張している。つまり、すべての人が個人的な善悪の観念を持っているが、障害や敵を克服できるような強い者だけが、その観念をもとに現実に行動し、自らの基準を社会に広く普及させることができるものであるという。
モンタギューは、（ギリシャ語のκρατερός krateros、「強い」という意味から）クラトクラシーまたはクラテオクラシーを、物理的暴力またはデマゴギー的な操作によって支配権を掌握できるほど強い者による、強制的権力に基づく政治と定義している。
「力は正義なり」は、全体主義体制の信条と言われている。社会学者のマックス・ヴェーバーは『Wirtschaft und Gesellschaft』の中で国家権力とその道徳的権威の関係を分析した。現実主義の立場に立つ国際政治学者は、権力が主権国家間の関係を決定する「自然状態」を説明するためにこのフレーズを使用している。
規範的には、このフレーズは専制政治に抗議する目的で最も頻繁に侮蔑的に使用される。
この言葉は、君主-奴隷道徳や社会進化論の文脈では肯定的な意味合いを持つこともあり、社会で最も強いメンバーが支配し、その善悪の基準やより大きな利益のための目標を決定すべきだとする。

## 歴史
「征服された者への災い」という考えは、ホメロスの『仕事と日』の鷹の譬えや、ティトゥス・リウィウスに生き生きと表現されており、その中で「vae victis」という同等のラテン語表現が初出とされている。
言葉ではないが、この考え方は古代の歴史家トゥキュディデスの『戦史』に起因しており、彼は「世の中の流れとして、正しいことは、力のある対等の間でしか問題にされず、強者はできることをし、弱者はしなければならないことに苦しむ」と述べている。
プラトン『国家』の第1章では、トラシュマコスが「正義とは強い者の利益に他ならない」と主張し、ソクラテスがこれに反論している。 『ゴルギアス』のカリクレスも同様に、強者が弱者を支配するのは、その優位性に負う権利として主張する。
英語で「might makes right」が初めて引用されたのは、1846年、アメリカの平和主義者で奴隷制廃止論者のアディン・バロウ（1803-1890）によるもので、彼は「しかし今、議論や論争の代わりに、狼狽した誤りを救うために獣の力が立ち上がり、真実と正義を粉々に砕いている」「『力は正義なり』であり、古臭い愚行は軍隊と海軍に護衛されながら、その狂った経歴の中でよろめきながら進んでいる」と記している。
エイブラハム・リンカーンのクーパー・ユニオン演説（1860年）では、このフレーズを逆にして、「正しいことが力を生むという信念を持ち、その信念のもとに、最後まで、自分の理解する義務を果たす勇気を持とうじゃないか」と述べている。彼は、暴力的な対立に対して、奴隷所有者との中立的な関わりを擁護する演説をしたのである。
モンタギューは、力または狡猾さによって権力を掌握できるほど強い人々による政治を意味する、ギリシャ語で「強い」を意味する「κρατερός krateros」から、クラトクラシーという造語を作った。
また、ジークムント・フロイトは1932年にアルベルト・アインシュタインに宛てた手紙の中で、「力対正義」の歴史と妥当性について探求している。